# 稲垣長行
稲垣 長行（いながき ながゆき）は、志摩鳥羽藩の第7代藩主。鳥羽藩稲垣家11代。
嘉永4年（1851年）8月24日、第6代藩主稲垣長明の長男として江戸藩邸で生まれる。慶応2年（1866年）12月21日、長明の死去により家督を継いだ。しかし若年の上、江戸に滞在していたため、藩政は重臣によって執行された。このため、佐幕派であった父の代からの重臣が引き続いて佐幕派として行動した。慶応4年（1868年）の鳥羽・伏見の戦いの結果、鳥羽藩は朝敵とされた。そのため同年1月10日、入京禁止の処分を受けた。
長行は鳥羽に帰国し、伊勢亀山藩主石川成之を通じて新政府に謝罪した。これにより、5月に1万5000両の軍費を供出することで罪を許された。同年8月14日、隠居して弟の長敬に家督を譲った。明治元年（1868年）9月29日に死去した。享年18。

## 系譜
父母
- 稲垣長明（父）
- 万寿 ー 榊原政養の娘（母）

養子
- 稲垣長敬 ー 実弟